# Coyle
Coyle és un poble dels Estats Units a l'estat d'Oklahoma. Segons el cens del 2000 tenia 337 habitants.

## Demografia
Segons el cens del 2000, Coyle tenia 337 habitants, 136 habitatges, i 82 famílies. La densitat de població era de 209,9 habitants per km².
Dels 136 habitatges en un 38,2% hi vivien nens de menys de 18 anys, en un 44,9% hi vivien parelles casades, en un 11% dones solteres, i en un 39% no eren unitats familiars. En el 35,3% dels habitatges hi vivien persones soles el 15,4% de les quals corresponia a persones de 65 anys o més que vivien soles. El nombre mitjà de persones vivint en cada habitatge era de 2,48 i el nombre mitjà de persones que vivien en cada família era de 3,33.
Per edats la població es repartia de la següent manera: un 29,7% tenia menys de 18 anys, un 12,5% entre 18 i 24, un 28,5% entre 25 i 44, un 19% de 45 a 60 i un 10,4% 65 anys o més.
L'edat mediana era de 31 anys. Per cada 100 dones de 18 o més anys hi havia 95,9 homes.
La renda mediana per habitatge era de 23.625 $ i la renda mediana per família de 32.000 $. Els homes tenien una renda mediana de 21.406 $ mentre que les dones 18.750 $. La renda per capita de la població era de 13.588 $. Entorn del 16,3% de les famílies i el 23,9% de la població estaven per davall del llindar de pobresa.

## Poblacions més properes
El següent diagrama mostra les poblacions més properes.